# ابوالقاسم جنتی عطایی
ابوالقاسم جنتی عطایی (۱۲۹۶ خورشیدی – ۱۹ خرداد ۱۳۷۲)، نویسنده، مترجم، روزنامه‌نگار و نمایشنامه‌نویس برجسته ایرانی؛ و از پیشگامان هنر نمایش و تئاتر نوین در ایران بود.

## زندگی و تحصیلات
در سال ۱۲۹۶ خورشیدی در شهر مشهد متولد گردید. پدرش خلیل‌الله جنتی عطایی شخصیتی فرهنگی داشت.
تحصیلات دوران ابتدائی و متوسطه خویش را در زادگاهش مشهد گذراند و به دلیل علاقهٔ بسیاری که به هنرهای نمایشی پیدا کرده بود، برای ادامه تحصیل در این رشته به تهران رفت. در تهران وی در مدرسهٔ تأتر مشغول به تحصیل شد و پس از طی دوران این مدرسه فارغ‌التحصیل گردید.
وی سپس برای تکمیل و ادامهٔ تحصیلات عالی خویش عازم فرانسه گردید و دکتری ادبیات تطبیقی خود را از دانشگاه سوربن پاریس دریافت نمود.
جنتی عطایی سپس به ایران بازگشت و فعالیت گستردهٔ خویش را در عرصه‌های مختلف مربوط به تخصص خویش آغاز نمود. وی از جمله برای سال‌ها مدرس تأتر در هنرستان تأتر و موسیقی بود و تدریس تئاتر را در دیگر مراکز آموزشی کشور بر عهده داشت. وی همچنین در دوران فعالیتش به تألیف و تحقیق در زمینه‌های مختلف مرتبط با هنر نمایش مشغول بود و در ضمن خود چندین نمایشنامه نوشت و شخصاً به کارگردانی این نمایشنامه‌ها پرداخت.
از جمله دیگر فعالیت‌های او، فعالیت وی در عرصهٔ مطبوعات و روزنامه‌نگاری بود که تا واپسین سال‌های عمرش تداوم یافت.
وی مدتی بعد از پیروزی انقلاب اسلامی به فرانسه مهاجرت کرد و سال‌های پایانی عمر خویش را در پاریس گذراند.
ابوالقاسم جنتی عطایی سرانجام پس از عمری خدمت در جهت اعتلای هنر نمایش در ایران، در روز ۱۹ خرداد ماه سال ۱۳۷۲ خورشیدی در پاریس دیده از جهان فروبست. از وی تعداد زیادی مقاله و نوشته در نشریات مختلف و چندین کتاب به یادگار مانده‌است.

## فعالیتهای مطبوعاتی
ابوالقاسم جنتی عطایی فعالیت‌های مطبوعاتی خود را از سن ۱۸ سالگی و از سال ۱۳۱۴ خورشیدی با نوشتن مطلب برای نشریات گوناگون آغاز کرد. وی در دوران زندگی خویش با نشریات و مجلات معتبر بسیاری همکاری نمود. از جمله نشریاتی که وی با آن‌ها همکاری مستمر داشت می‌توان به نشریاتی چون: بررسی‌های تاریخی، اطلاعات ماهانه و بعضی مجلات هفتگی اشاره نمود.

## افتخارات و جوایز
وی که در سرتاسر دوران فعالیت هنری و مطبوعاتی خویش از هنرمندان شاخص و برجستهٔ تئاتر کشور محسوب می‌شد، در سال ۱۳۳۶ خورشیدی برای یکی از نمایشنامه‌های خویش به نام سربازان جاوید موفق به دریافت جایزهٔ اول نمایشنامه‌نویسی وزارت فرهنگ و هنر در سطح کشور شد.

## آثار و تألیفات
از تألیفات وی می‌توان از ۲۲ جلد کتاب و چندین نمایشنامه برای صحنه و رادیو نام برد.
اولین کتاب او بنام یادگار اشک در سال ۱۳۱۶ خورشیدی بچاپ رسید.
برخی از آثار چاپ شدهٔ او به تفکیک، بدین شرح است:

### داستان و نمایشنامه
از جمله آثار داستانی و نمایشی وی می‌توان به موارد ذیل اشاره کرد:
- یادگار اشک
- چراغ (درام رادیوئی؛ به زبانهای فارسی و فرانسه)
- نمایشنامه‌های مدارس
- نکات اساسی نامه نگاری
- سربازان جاوید (برندهٔ جایزهٔ اول نمایشنامه‌نویسی سال ۱۳۳۶)
- شیرمردی از خراسان (شامل هشت داستان و نمایشنامهٔ کوتاه)
- سیاه خوشبختی
- ستاره و رمضان
- در راه وطن (شامل پنج نمایشنامهٔ کوتاه)

### زندگی‌نامه
ابوالقاسم جنتی عطایی در زمینه نوشتن بیوگرافی و شرح حال نیز فعال بود و در دوران زندگیش به نوشتن کتابهایی در معرفی برخی از بزرگ‌ترین پیشگامان تئاتر نوین در ایران پرداخت. از جمله این آثار او:
- زندگانی و آثار:رضا کمال (شهرزاد)
- زندگانی و آثار: میر سیف الدین کرمانشاهی
- نیما یوشیج (کیست؛ چیست؟)
- نیما و زندگانی و آثار او

### تصنیف و تألیف
از جمله آثار تألیفی و تصنیفی او موارد ذیل قابل ذکر است:
- سخنان بزرگان (که چندین بار تجدید چاپ شده)-
- بنیاد نمایش در ایران

### ترجمه
وی همچنین ترجمه‌هایی ارزشمند از خود به یادگار گذاشت. از جمله ترجمه‌های شاخص او باز هم در عرصهٔ هنر نمایش می‌توان به موارد ذیل اشاره نمود:
- تاریخ تأتر در جهان

### تحشیه
برخی از آثار بزرگان ادبیات و نمایش ایران نخستین بار با حواشی جنتی عطایی طبع و نشر گردیدند و از آن جمله:
- ارزش احساسات (اثر نیما یوشیج)
- شب هزار و یکم (اثر رضا-کمال-شهرزاد)
- مانلی (اثر نیما یوشیج)

### آثار منتشر نشده
برخی از آثار او هنوز به چاپ نرسیده‌اند از جمله فرزند او، مصطفی جنتی عطائی در مقاله‌ای در مجلهٔ آینده از برخی آثار منتشر نشده او همچون مثنوی گزند دلبستگی صحبت می‌کند که نشان می‌دهد وی ذوق شعری و ادبی هم داشته‌است.